# Каос (телесериал)
«Каос» (англ. KAOS) — британский телесериал Чарли Ковелла в жанре комедийной драмы, чёрной комедии и фэнтези. В сериале фигурируют персонажи из греческой и римской мифологии. Премьера состоялась на стриминговой платформе Netflix 29 августа 2024 года.

## Сюжет
Всемогущий Зевс начал опасаться конца своего правления, заметив морщину у себя на лбу, которая могла указывать на приближающийся конец света. Он стал параноиком по отношению к своим подчинённым, а также к шести смертным, которых древнее пророчество связывало с концом его правления и апокалипсисом. Тем временем шесть людей пытаются выяснить, что их объединяет, а также как они связаны с греческими богами.

## В ролях
- Джефф Голдблюм — Зевс
- Джанет Мактир — Гера
- Клифф Кертис — Посейдон
- Дэвид Тьюлис — Аид
- Киллиан Скотт — Орфей
- Деби Мейзар — Медуза
- Аврора Перрино — Эвридика (Ридди)
- Миша Батлер — Кеней
- Лейла Фарзад — Ариадна (Ари)
- Набхан Ризван — Дионис
- Раки Айола — Персефона
- Стэнли Таунсенд — Президент Минос
- Билли Пайпер — Кассандра
- Стивен Диллэйн — Прометей
- Фэди Эльсайед
- Томи Эгбовон-Огунджоби
- Джиллиан Келли
- Шила Омми

## Эпизоды
| № | Название               | Режиссёр            | Автор сценария | Дата премьеры   |
| - | ---------------------- | ------------------- | -------------- | --------------- |
| 1 | «Эпизод 1» «Episode 1» | Георги Бэнкс-Дейвис | Чарли Ковелл   | 29 августа 2024 |
| 2 | «Эпизод 2» «Episode 2» | Георги Бэнкс-Дейвис | Чарли Ковелл   | 29 августа 2024 |
| 3 | «Эпизод 3» «Episode 3» | Георги Бэнкс-Дейвис | Чарли Ковелл   | 29 августа 2024 |
| 4 | «Эпизод 4» «Episode 4» | Руньяраро Мапфумо   | Чарли Ковелл   | 29 августа 2024 |
| 5 | «Эпизод 5» «Episode 5» | Георги Бэнкс-Дейвис | Чарли Ковелл   | 29 августа 2024 |
| 6 | «Эпизод 6» «Episode 6» | Руньяраро Мапфумо   | Георгия Христу | 29 августа 2024 |
| 7 | «Эпизод 7» «Episode 7» | Руньяраро Мапфумо   | Чарли Ковелл   | 29 августа 2024 |
| 8 | «Эпизод 8» «Episode 8» | Георги Бэнкс-Дейвис | Чарли Ковелл   | 29 августа 2024 |

## Производство

### Разработка
В июне 2018 года стало известно, что компания Netflix заказала у компании  Sisters Media производство телесериала «Каос», состоящего из восьми часовых эпизодов. Шоураннером и исполнительным продюсером стал Чарли Ковелл. Другими исполнительными продюсерами стали Таня Сегачян и Джон Вудворд из Brightstar, а также Нина Ледерман из All3Media. Продюсерами стали Кейти Карпентер, Гарри Мандей и Майкл Игл-Ходжсон, главным режиссёром был назначен Георги Бэнкс-Дейвис. Режиссёром части эпизодов стала Руньяраро Мапфумо.

### Подбор актёров
В мае 2022 года Аврора Перрино была утверждена на роль Ридди. В следующем месяце к актёрскому составу присоединились Хью Грант, Джанет Мактир, Дэвид Тьюлис, Набхан Ризван, Клифф Кертис, Киллиан Скотт, Лейла Фарзад, Миша Батлер, Раки Айола, Стэнли Таунсенд и Билли Пайпер. В июле 2022 года стало известно, что Зевса сыграет Джефф Голдблюм, а не Хью Грант. В августе 2022 года Деби Мейзар была утверждена на роль Медузы.

### Съёмки
22 августа 2022 года было объявлено, что съёмки начались в Испании.

## Премьера

### Маркетинг
19 марта 2024 года вышел первый тизер сериала, в котором показан Джефф Голдблюм в роли Зевса.
Премьера состоялась на платформе Netflix 29 августа 2024 года.

## Восприятие
Рейтинг сериала на сайте-агрегаторе Rotten Tomatoes составляет 76 % на основании 41 обзора критиков. Рейтинг на сайте-агрегаторе Metacritic составляет 69 из 100 возможных, что соответствует «в целом положительным» отзывам.